# ヨハン・クリスティアン・ブックスバウム
ヨハン・クリスティアン・ブックスバウム（Johann Christian Buxbaum、1693年10月5日 - 1730年7月7日）はドイツ生まれでロシアで働いた植物学者である。

## 略歴
現在のザクセン＝アンハルト州のメルゼブルクで生まれた。ライプツィヒ、ヴィッテンベルク、イェーナ、ライデンの大学で医学を学び、1721年に有名な医師、フリードリヒ・ホフマン(Friedrich Hoffmann)の推薦で、ロシア皇帝、ピョートル1世の招きに応じ、サンクトペテルブルクに赴き、サンクトペテルブルク植物園で植物学者として働いた。1724年にサンクトペテルブルク科学アカデミーの会員となった。
1724年にトルコとの外交交渉のため、コンスタンティノープルへ派遣されたアレクサンドル・ルミャンチェフ(Alexander Rumyantsev)に医師として同行し、その際、バクー、デルベント、アストラハンを経由し、ギリシャ、小アジアを旅した。1727年にロシアに戻り、科学アカデミーで植物学を教え、サンクトペテルブルク近郊の植物の調査旅行を行うが1729年に健康を害し、ザクセンに戻るが、翌年、ヴェルムスドルフで没した。
蘚類の一属名、Buxbaumia （和名：キセルゴケ属）に献名されている。

## 著作
- Enumeratio plantarum accuratior in agro Hallensi locisque vicinis crescentium una cum earum characteribus et viribus, Halle, 1721
- Plantarum minus cognitarum centuria I.-V. (Petropoli: ex typographia Academiae, 1728–1740,一部は没後に出版)5巻、図版つき